# Сликар
Сликар је ликовни уметник који се бави сликарством, односно стварањем слика као уметничких дела. Сликар користи различите сликарске технике и материјале како би на дводимензионалној подлози (платну, дрвету, папиру, зиду, итд.) створио уметничку представу која може бити реалистичка, апстрактна, симболичка или другог карактера. Сликарство је једна од најстаријих и најзначајнијих грана ликовне уметности.

## Дефиниција и улога
Сликар је уметник који своје идеје, емоције, визије или перцепцију стварности изражава кроз ликовни језик боја, линија, облика, текстура и композиције на равној површини. Улога сликара кроз историју била је разнолика: од 기록ara (записничара) визуелних аспеката света и историјских догађаја, преко тумача религиозних и митолошких тема, до истраживача чисто ликовних проблема и индивидуалног израза.
Док је у прошлости сликар често био ограничен правилима одређених стилова, наруџбинама мецена (цркве, владара, племства) и темама (најчешће портрети, религијске сцене, историјске композиције), савремено сликарство карактерише знатно већа слобода у избору тема, материјала, техника и стилова.

## Сликарске технике, материјали и прибор
Сликари користе широк спектар техника и материјала:
- Технике:
  - Уљана техника: Коришћење уљаних боја, најчешће на платну.
  - Акрилна техника: Коришћење акрилних боја које се брзо суше.
  - Акверел: Сликање воденим бојама на папиру.
  - Темпера: Сликање бојама које као везиво користе емулзију (нпр. јаје).
  - Фреска: Зидно сликарство на свежем малтеру.
  - Мозаик: Стварање слике слагањем обојених коцкица камена, стакла или керамике.
  - Пастел: Сликање сувим бојама у облику штапића.
  - Гваш: Сликање воденим бојама које су непрозирне због додатка белог пигмента.
  - Енкаустика: Сликање воском као везивом.
  - Колаж: Комбиновање различитих материјала (папир, тканина, фотографије) на подлози.
  - Дигитално сликарство: Стварање слика помоћу рачунарских програма.
- Материјали и прибор:
  - Боје: Пигменти помешани са везивом.
  - Подлоге: Сликарско платно, дрвена плоча, папир, картон, зид, стакло.
  - Четке (кистови): Различитих облика и величина, од природне или синтетичке длаке.
  - Палета: Подлога на којој се мешају боје.
  - Сликарске шпахтле: За наношење или скидање боје.
  - Штафелај: Сталк за сликарско платно.
  - Растварачи и медијуми: За разређивање боја и утицај на њихово сушење и текстуру.

## Историјски развој сликарства и улоге сликара
Сликарство постоји од праисторијских времена, о чему сведоче пећинске слике (нпр. Алтамира, Ласко).
- У античким цивилизацијама (Египат, Грчка, Рим) сликарство је имало важну улогу у декорацији храмова, гробница и јавних грађевина (нпр. грчко сликање на вазама, римске фреске у Помпеји).
- У средњем веку у Европи, доминира религиозно сликарство (фреске, иконе, минијатуре у рукописима). Сликари су често били анонимни монаси или занатлије у радионицама.
- Ренесанса доноси препород сликарства и статус сликара као индивидуалног уметника и интелектуалца (Леонардо да Винчи, Микеланђело, Рафаел). Развијају се технике попут линеарне перспективе и сфумата.[5]
- Од барока до XIX века, смењују се различити стилски правци. Сликари раде по наруџбини за цркву, владаре, племство и богату грађанску класу.
- Појава фотографије средином XIX века утицала је на улогу сликарства, које се све више окреће од чистог приказивања стварности ка истраживању ликовног језика и индивидуалног израза. То је довело до појаве бројних модерних уметничких праваца, попут импресионизма, постимпресионизма, кубизма, апстрактне уметности, надреализма.[6] Примери укључују дела уметника као што су Моне, Ван Гог, Пикасо, Кандински, Дали.
- У савременом добу (друга половина XX и XXI век), сликарство наставља да се развија у различитим правцима, од апстрактног експресионизма (нпр. Џексон Полок), преко поп-арта, до постмодерних приступа.

Развојем дизајна и маркетинга, сликарство је добило и значајну комерцијалну примену (нпр. илустрације, плакати, мурали на зидовима зграда).

## Жанрови у сликарству
Сликари се често специјализују за одређене жанрове:
- Портрет (укључујући аутопортрет)
- Пејзаж (природни или урбани)
- Мртва природа
- Историјско сликарство (прикази историјских догађаја)
- Религиозно сликарство (библијске сцене, прикази светаца)
- Жанр-сцене (призори из свакодневног живота)
- Акт
- Анимализам (прикази животиња)
- Апстрактно сликарство (без препознатљивих фигуративних представа)

## Образовање и статус сликара
Образовање сликара се кроз историју одвијало у радионицама мајстора (кроз систем шегртовања), касније на уметничким академијама и факултетима ликовних уметности. Многи значајни сликари били су и самоуки. Статус сликара у друштву варирао је од анонимног занатлије у старијим епохама до слављеног уметника, интелектуалца и јавне личности, посебно од ренесансе надаље.